# Waverly B. Woodson Jr.
Pour les articles homonymes, voir Woodson.
Waverly Bernard Woodson Jr., né le 3 août 1922 à Philadelphie et mort le 12 août 2005 à Gaithersburg, est un militaire américain.
Sergent-chef dans l'armée américaine, il est surtout connu pour ses actions héroïques en tant que médecin militaire lors de la bataille de Normandie pendant la Seconde Guerre mondiale, où il sauve près de 200 soldats.
Le manque de reconnaissance à l'époque des faits, lié sans doute à sa couleur de peau, est devenu un combat dans les années 2020 via une demande d'obtention posthume de la Medal of Honor,,.